# Molotchansk
Molotchansk (en ukrainien : Молочанськ ; en russe : Молочанск) est une ville de l'oblast de Zaporijia, en Ukraine. Sa population s'élevait à 6 430 habitants en 2019.

## Géographie
Molotchansk est située sur la rivière Molotchna, à 78 km — 142 km par le chemin de fer et 104 km par la route — au sud-est de Zaporijia. La ville la plus proche est Tokmak, située à 10 km au nord-est.

## Histoire
Molotchansk a été fondée en 1804 par des colons mennonites germanifiés parlant le plautdietsch, à l'origine flamands puis établis en Prusse occidentale, qui avaient été invités à venir s'installer dans les vastes steppes de l'Empire russe sous Alexandre Ier. Ils appelèrent le nouveau village « Halbstadt » (litteralement « demi-ville »).   
Les mennonites avaient auparavant (en 1789) fondé le village de Khortitza, à l'invitation de l'impératrice Catherine II. La réussite de Khortitza encouragea la fondation d'autres villages dans la région de la rivière Molotchna qui appartenait au gouvernement de Tauride.   
En 1850, il y avait plus de cinquante villages mennonites au sud et à l'est d'Halbstadt (Molotchansk).  
En 1870, les autorités impériales russes annoncèrent leur intention de russifier la population et de mettre fin aux privilèges accordés aux mennonites pour les attirer en Tauride avant 1800. Les mennonites étaient particulièrement alarmés à l'idée d'être obligés de porter des armes et de ne plus pouvoir administrer leurs propres écoles en allemand qu'ils considéraient essentielles à la survie de leur religion et mode de vie. Entre 1874 et 1880, sur une population d'environ 45 000 mennonites en Russie méridionale, 10 000 émigrèrent pour les États-Unis et 8 000 pour le Manitoba, au Canada.  
Au tournant du XXe siècle plusieurs familles allemandes de la région partirent coloniser des terres de la plaine koumyke dans l'actuel Daghestan.
En 1915, alors que l'Empire russe était en guerre contre l'Empire allemand, la ville perdit son nom germanique pour prendre son nom actuel. À la suite de la Révolution russe, elle devint le chef-lieu d'un district national allemand.

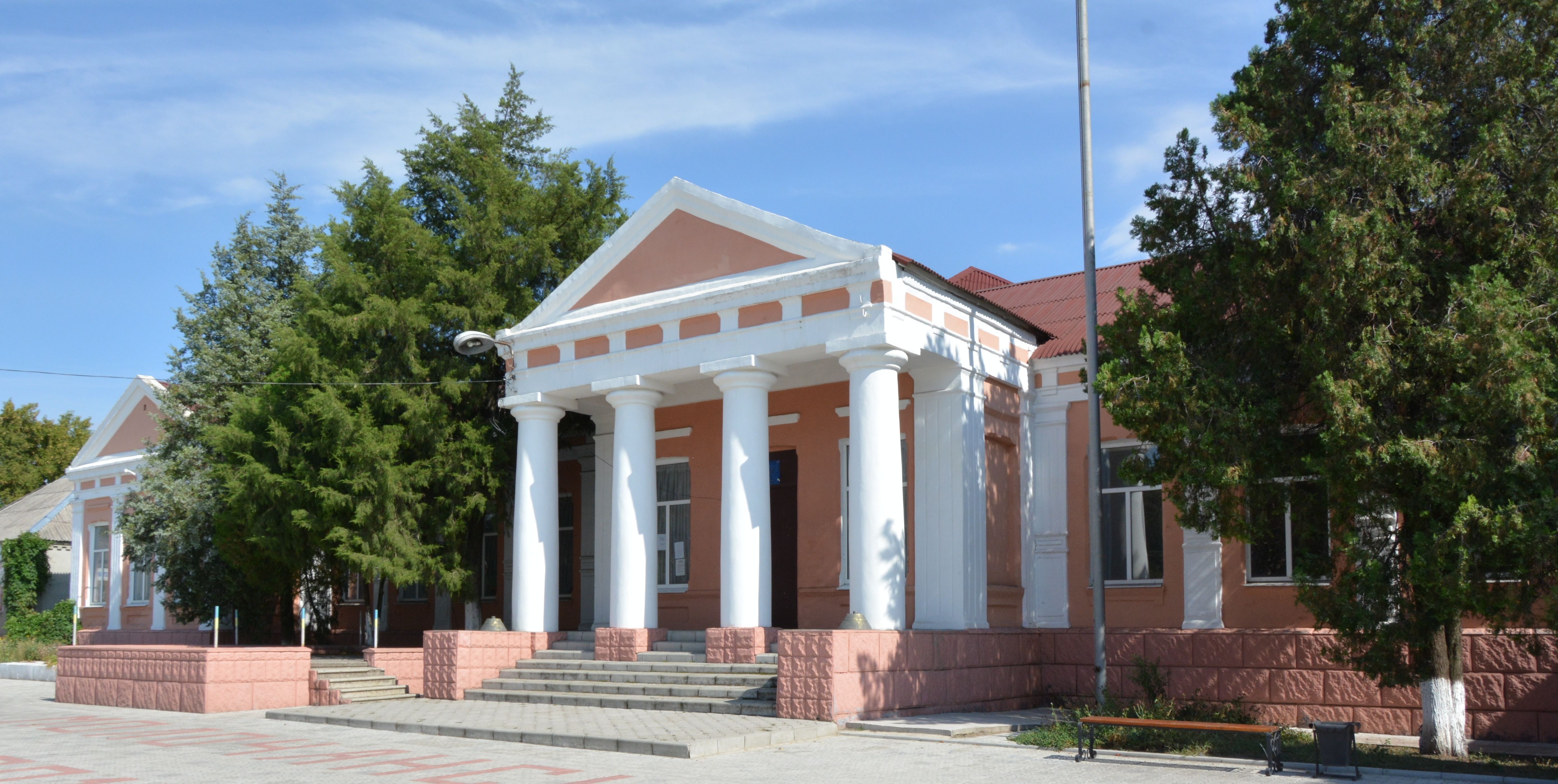
Façade de l'ancienne école allemande (rue Chevtchenko).

La ville est occupée du 5 octobre 1941 au 21 septembre 1943 par la Wehrmacht. Les populations d'origine allemande sont enregistrées comme « Volksdeutsche » et une partie s'engage dans la Wehrmacht. Himmler en personne assiste à un défilé de la jeunesse Volksdeutsche le 31 octobre 1942. 
La ville, située sur la ligne de front du Sud-Ouest, est libérée par l'Armée rouge au cours de l'Opération Donbass menée du 13 août au 22 septembre 1943 par la 2e armée de la Garde et une partie de la population allemande de cette région est déportée ou massacrée.

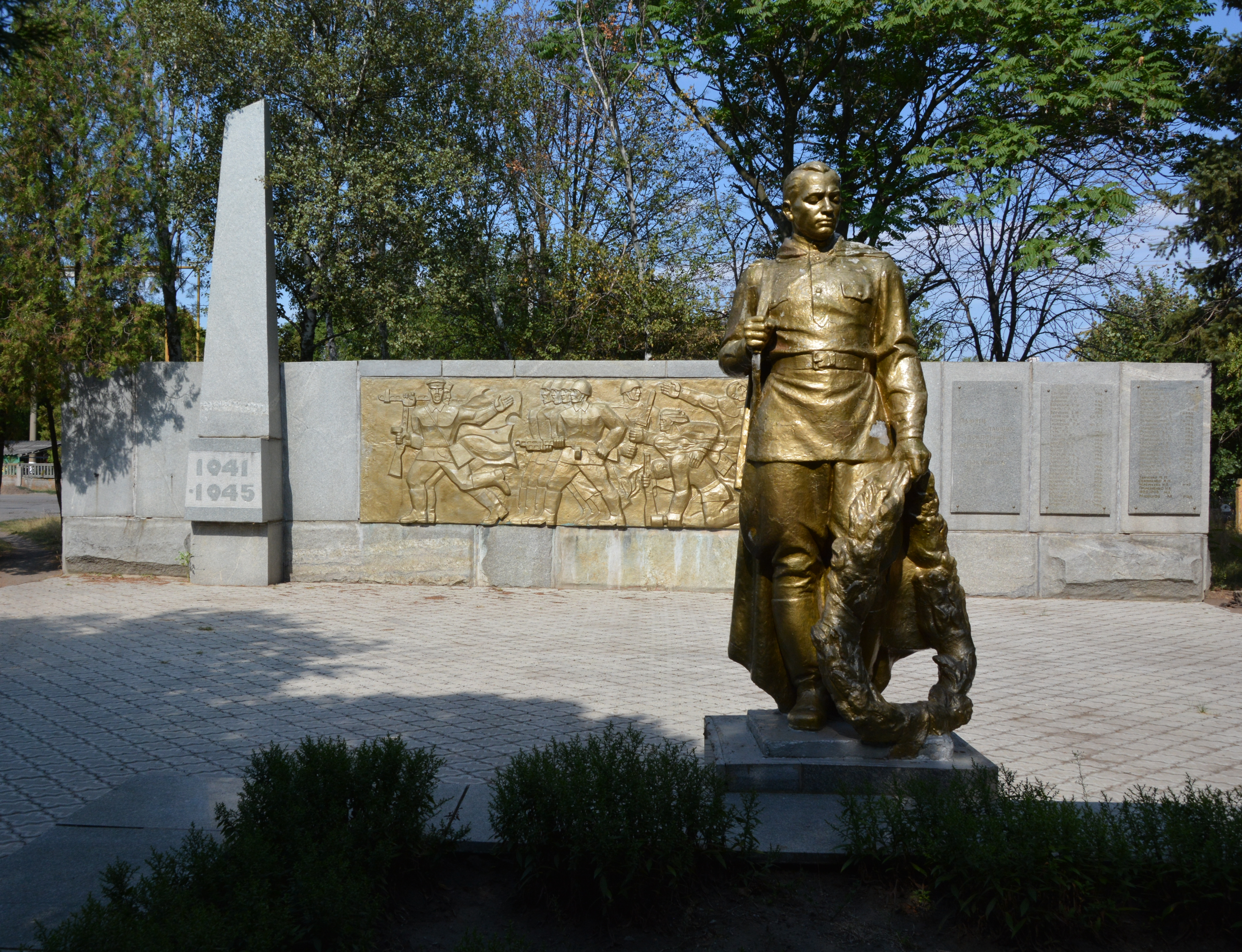
Monument aux morts de la Grande Guerre patriotique et tombe collective de 354 soviétiques tués dans la zone.

## Population
Recensements (*) ou estimations de la population :
| 1939   | 1959*  | 1970*  | 1979*  | 1989* | 2001* |
| ------ | ------ | ------ | ------ | ----- | ----- |
| 11 800 | 10 771 | 10 207 | 10 082 | 9 096 | 7 964 |

| 2010  | 2011  | 2012  | 2013  | 2014  | 2015  |
| ----- | ----- | ----- | ----- | ----- | ----- |
| 7 195 | 7 090 | 7 011 | 6 980 | 6 891 | 6 794 |

| 2016  | 2017  | 2018  | 2019  | - | - |
| ----- | ----- | ----- | ----- | - | - |
| 6 711 | 6 627 | 6 531 | 6 430 | - | - |

## Personnalités
Est née à Molotchansk :
- Ingrid Rimland (1936-2017) : négationniste issue d'une famille mennonite de la communauté allemande d'Union soviétique, naturalisée américaine.

### articles connexes
- Allemands du Daguestan
- Wohldemfürst